# Nowy Regnów
Nowy Regnów – wieś w Polsce położona w województwie łódzkim, w powiecie rawskim, w gminie Regnów.
W latach 1975–1998 miejscowość administracyjnie należała do województwa skierniewickiego.